# Made in Italy (film, 2020)
Pour les articles homonymes, voir Made in Italy (homonymie).
Pour plus de détails, voir Fiche technique et Distribution.
Made in Italy est une comédie dramatique italo-britannique écrite et réalisée par James D'Arcy, sortie en 2020.

## Synopsis
Acculé par son ex-femme Ruth dont il s'apprête à divorcer, alors que la famille de la jeune femme vend la galerie d'art où il travaille comme gérant, Jack Foster veut racheter la moitié de celle-ci en vendant la maison italienne de son père artiste, Robert, qu'il possède en Toscane et qui n'a pas été habitée depuis des années, plus particulièrement dès la mort de sa femme décédée dans un accident de voiture. Peintre, Robert voyage avec son fils pour s'y rendre mais ils constatent rapidement que le bâtiment est entièrement délabré. D'après les conseils d'un agent immobilier chargé de sa vente, Jack et Robert font équipe pour la retaper afin de la mettre ensuite sur le marché dans un excellent état. Alors qu'ils restent donc sur place pour entreprendre quelques travaux pour lui redonner sa beauté d'antan, entre quelques rencontres qui vont changer leur vie, Jack se rapproche de son dernier parent avec qui il n'avait plus beaucoup de liens depuis le décès de sa mère.

## Fiche technique
- Titre original et français : Made in Italy
- Titre italien : Made in Italy - Una casa per ritrovarsi
- Réalisation et scénario : James D'Arcy
- Photographie : Mike Eley
- Musique : Alex Belcher
- Montage : Mark Day et Anthony Boys
- Production : Pippa Cross et Sam Tipper-Hale
- Sociétés de production : HanWay Films, Ingenious Media, CrossDay Productions et Indiana Productions
- Sociétés de distribution : Lionsgate
- Pays d'origine :  Royaume-Uni,  Italie
- Langue originale : anglais
- Format : couleur
- Genre : comédie dramatique
- Dates de sortie :
  -  Italie,  États-Unis : 7 août 2020
  -  France : 19 juin 2021 (VOD)

## Distribution
- Liam Neeson (VF : Frédéric van den Driessche)  : Robert Foster
- Micheál Richardson : Jack Foster
- Valeria Bilello : Natalia
- Lindsay Duncan : Kate
- Marco Quaglia : Luigi
- Gian Marco Tavani : Marzio
- Helena Antonio : Raffaella
- Yolanda Kettle : Ruth
- Flaminia Cinque : propriétaire de la charcuterie